# Whose Zoo?
Whose Zoo? er en amerikansk stumfilm fra 1918 af Craig Hutchinson.

## Medvirkende
- Kathleen O'Connor - Katherine
- Rube Miller - Rube
- Stan Laurel - Stanley